# Copa Rostelecom 2016
La Copa Rostelecom de 2016, también conocida como Copa de Rusia fue la tercera competición de patinaje artístico sobre hielo en la serie del Grand Prix de la temporada 2016-2017. Organizada por la federación rusa de patinaje sobre hielo, tuvo lugar en Moscú, entre el 4 y el 5 de noviembre de 2016. Se llevaron a cabo competiciones en las modalidades de patinaje individual masculino, femenino, patinaje en parejas y danza sobre hielo, y sirvió como clasificatorio para la Final del Grand Prix de 2016.

## Resultados

### Patinaje individual masculino
| Clasificación | Nombre            | País           | Total  | Programa corto | Programa corto | Programa libre | Programa libre |
| ------------- | ----------------- | -------------- | ------ | -------------- | -------------- | -------------- | -------------- |
| 1             | Javier Fernández  | España         | 292.98 | 2              | 91.55          | 1              | 201.43         |
| 2             | Shoma Uno         | Japón          | 285.07 | 1              | 98.59          | 2              | 186.48         |
| 3             | Oleksii Bychenko  | Israel         | 255.52 | 4              | 86.81          | 3              | 168.71         |
| 4             | Mijáil Kolyada    | Rusia          | 245.30 | 3              | 90.28          | 6              | 155.02         |
| 5             | Max Aaron         | Estados Unidos | 235.58 | 8              | 73.64          | 4              | 161.94         |
| 6             | Elladj Baldé      | Canadá         | 225.45 | 6              | 76.36          | 8              | 149.09         |
| 7             | Keiji Tanaka      | Japón          | 224.91 | 10             | 69.13          | 5              | 155.78         |
| 8             | Chafik Besseghier | Francia        | 223.98 | 5              | 80.68          | 10             | 143.30         |
| 9             | Gordéi Gorshkov   | Rusia          | 223.51 | 9              | 73.37          | 7              | 150.14         |
| 10            | Artur Dmitriev    | Rusia          | 221.52 | 7              | 76.06          | 9              | 145.46         |
| 11            | Deniss Vasiļjevs  | Letonia        | 203.77 | 12             | 62.40          | 11             | 141.37         |
| 12            | Alexander Majorov | Suecia         | 192.14 | 11             | 67.80          | 12             | 124.34         |

### Patinaje individual femenino
| Clasificación | Nombre                | País           | Total  | Programa corto | Programa corto | Programa libre | Programa libre |
| ------------- | --------------------- | -------------- | ------ | -------------- | -------------- | -------------- | -------------- |
| 1             | Anna Pogorílaya       | Rusia          | 215.21 | 1              | 73.93          | 1              | 141.28         |
| 2             | Yelena Radiónova      | Rusia          | 195.60 | 2              | 71.93          | 2              | 123.67         |
| 3             | Courtney Hicks        | Estados Unidos | 182.98 | 6              | 63.68          | 3              | 119.30         |
| 4             | Li Zijun              | China          | 181.83 | 5              | 63.89          | 4              | 117.94         |
| 5             | Elizabet Tursynbayeva | Kazajistán     | 181.32 | 4              | 64.31          | 5              | 117.01         |
| 6             | Yura Matsuda          | Japón          | 177.65 | 7              | 61.57          | 6              | 116.08         |
| 7             | Nicole Rajičová       | Eslovaquia     | 167.56 | 8              | 57.91          | 7              | 109.65         |
| 8             | Roberta Rodeghiero    | Italia         | 159.80 | 12             | 52.57          | 8              | 107.23         |
| 9             | Anastasia Galustyan   | Armenia        | 159.26 | 9              | 55.93          | 9              | 103.33         |
| 10            | Angelīna Kučvaļska    | Letonia        | 151.09 | 11             | 54.29          | 10             | 96.80          |
| 11            | Kanako Murakami       | Japón          | 151.03 | 10             | 55.25          | 11             | 95.78          |
| 12            | Yúliya Lipnítskaya    | Rusia          | 148.46 | 3              | 69.25          | 12             | 79.21          |

### Patinaje en parejas
| Clasificación | Nombre                               | País     | Total  | Programa corto | Programa corto | Programa libre | Programa libre |
| ------------- | ------------------------------------ | -------- | ------ | -------------- | -------------- | -------------- | -------------- |
| 1             | Aliona Savchenko / Bruno Massot      | Alemania | 207.89 | 2              | 69.51          | 1              | 138.38         |
| 2             | Natáliya Zabijako / Aleksandr Enbert | Rusia    | 197.77 | 1              | 69.76          | 2              | 128.01         |
| 3             | Kristina Astajova / Alekséi Rogonov  | Rusia    | 188.74 | 4              | 65.51          | 3              | 123.23         |
| 4             | Valentina Marchei / Ondřej Hotárek   | Italia   | 187.61 | 3              | 66.82          | 5              | 120.79         |
| 5             | Julianne Séguin / Charlie Bilodeau   | Canadá   | 183.37 | 5              | 61.72          | 4              | 121.65         |
| 6             | Camille Ruest / Andrew Wolfe         | Canadá   | 167.19 | 7              | 60.09          | 6              | 107.10         |
| 7             | Alisa Efimova / Aleksandr Korovin    | Rusia    | 165.07 | 6              | 61.27          | 7              | 103.80         |
| 8             | Goda Butkutė / Nikita Ermolaev       | Lituania | 137.08 | 8              | 47.39          | 8              | 89.69          |

### Danza sobre hielo
| Clasificación | Nombre                                       | País           | Total  | Danza corta | Danza corta | Danza libre | Danza libre |
| ------------- | -------------------------------------------- | -------------- | ------ | ----------- | ----------- | ----------- | ----------- |
| 1             | Yekaterina Bobrova / Dmitri Soloviov         | Rusia          | 186.68 | 2           | 74.92       | 1           | 111.76      |
| 2             | Madison Chock / Evan Bates                   | Estados Unidos | 182.13 | 1           | 75.04       | 3           | 107.09      |
| 3             | Kaitlyn Weaver / Andrew Poje                 | Canadá         | 178.57 | 3           | 69.81       | 2           | 108.76      |
| 4             | Charlène Guignard / Marco Fabbri             | Italia         | 170.45 | 4           | 67.72       | 4           | 102.73      |
| 5             | Tiffany Zahorski / Jonathan Guerreiro        | Rusia          | 156.95 | 5           | 64.28       | 5           | 92.67       |
| 6             | Elliana Pogrebinsky / Alex Benoit            | Estados Unidos | 153.92 | 6           | 62.93       | 6           | 90.99       |
| 7             | Laurence Fournier Beaudry / Nikolaj Sorensen | Dinamarca      | 152.52 | 7           | 62.82       | 7           | 89.70       |
| 8             | Alisa Agafonova / Alper Uçar                 | Turquía        | 143.90 | 8           | 59.31       | 8           | 84.59       |
| 9             | Sofia Evdokimova / Egor Bazin                | Rusia          | 133.37 | 9           | 55.83       | 9           | 77.54       |
| 10            | Viktoria Kavaliova / Yurii Bieliaiev         | Bielorrusia    | 129.55 | 10          | 54.64       | 10          | 74.91       |